# Hantises (film, 1997)
Pour les articles homonymes, voir Hantise (homonymie).
Pour plus de détails, voir Fiche technique et Distribution.
Hantises est un film français réalisé par Michel Ferry et sorti en 1997.

## Fiche technique
- Titre : Hantises
- Réalisation : Michel Ferry
- Scénario : Michel Ferry, d'après Le Horla de Guy de Maupassant
- Photographie : Jean Coudsi
- Costumes : Corinne Jorry
- Son : Brigitte Taillandier
- Montage : Emmanuelle Castro
- Musique : Alfred Schnittke
- Production : Sammler
- Distribution : Pyramide Distribution
- Pays de production :  France
- Durée : 80 minutes
- Date de sortie : France - 2 juillet 1997

## Distribution
- John Berry : Ernest
- Marina Golovine : Marine
- François Négret : Vincent
- Francis Boespflug : le docteur